# Tennis als Jocs Olímpics d'estiu de 1896 - Dobles masculins
La competició de dobles masculins va ser una de les proves del programa de tennis als Jocs Olímpics d'Atenes de 1896. Un total de sis equips foren inscrits a la competició, però només cinc van competir finalment de quatre nacions. Els equips resultants van ser tres parelles gregues i dues de mixtes..

## Medallistes
| Or                                          | Plata                                                  | Bronze                                           |
| Equip mixt Friedrich Traun John Pius Boland | Equip mixt Dioníssios Kàsdaglis Dimítrios Petrokókinos | Equip mixt Edwin Flack (AUS) George S. Robertson |

## Classificació
| Posició | Nom                                             | País       |
| ------- | ----------------------------------------------- | ---------- |
| Or      | Friedrich Traun John Pius Boland                | Equip mixt |
| Plata   | Dioníssios Kàsdaglis Dimítrios Petrokókinos     | Grècia     |
| Bronze  | Edwin Flack (AUS) George S. Robertson           | Equip mixt |
| 4       | Aristidis Akratopoulos Konstandinos Akratópulos | Grècia     |
| 4       | Konstandinos Paspatis Evangelos Rallis          | Grècia     |

## Quadre
| Quarts de final | Quarts de final                        | Quarts de final | Quarts de final | Quarts de final |  |  | Semifinals                           | Semifinals                            | Semifinals | Semifinals | Semifinals |  |  | Final | Final                                | Final | Final | Final |
|                 |                                        |                 |                 |                 |  |  |                                      |                                       |            |            |            |  |  |       |                                      |       |       |       |
|                 | Edwin Flack (AUS) George S. Robertson  |                 |                 |                 |  |  |                                      |                                       |            |            |            |  |  |       |                                      |       |       |       |
|                 | ningú                                  |                 |                 |                 |  |  |                                      | Edwin Flack (AUS) George S. Robertson |            |            |            |  |  |       |                                      |       |       |       |
|                 | Dioníssios Kàsdaglis D. Petrokókinos   |                 |                 |                 |  |  | Dioníssios Kàsdaglis D. Petrokókinos |                                       |            |            |            |  |  |       |                                      |       |       |       |
|                 | Konstandinos Paspatis Evangelos Rallis |                 |                 |                 |  |  |                                      |                                       |            |            |            |  |  |       | Dioníssios Kàsdaglis D. Petrokókinos | 7     | 4     | 1     |
|                 | Friedrich Traun John Pius Boland       |                 |                 |                 |  |  |                                      |                                       |            |            |            |  |  |       | Friedrich Traun John Pius Boland     | 5     | 6     | 6     |
|                 | Aristidis Akratopoulos K. Akratópulos  |                 |                 |                 |  |  |                                      | Friedrich Traun John Pius Boland      |            |            |            |  |  |       |                                      |       |       |       |
|                 | ningú                                  |                 |                 |                 |  |  |                                      |                                       |            |            |            |  |  |       |                                      |       |       |       |
|                 | ningú                                  |                 |                 |                 |  |  |                                      |                                       |            |            |            |  |  |       |                                      |       |       |       |